# Монтемайор-дель-Ріо
Монтемайор-дель-Ріо (ісп. Montemayor del Río) — муніципалітет в Іспанії, у складі автономної спільноти Кастилія-і-Леон, у провінції Саламанка. Населення — 305 осіб (2010).
Муніципалітет розташований на відстані близько 180 км на захід від Мадрида, 70 км на південь від Саламанки.

## Демографія
Динаміка населення (INE ):

## Галерея зображень

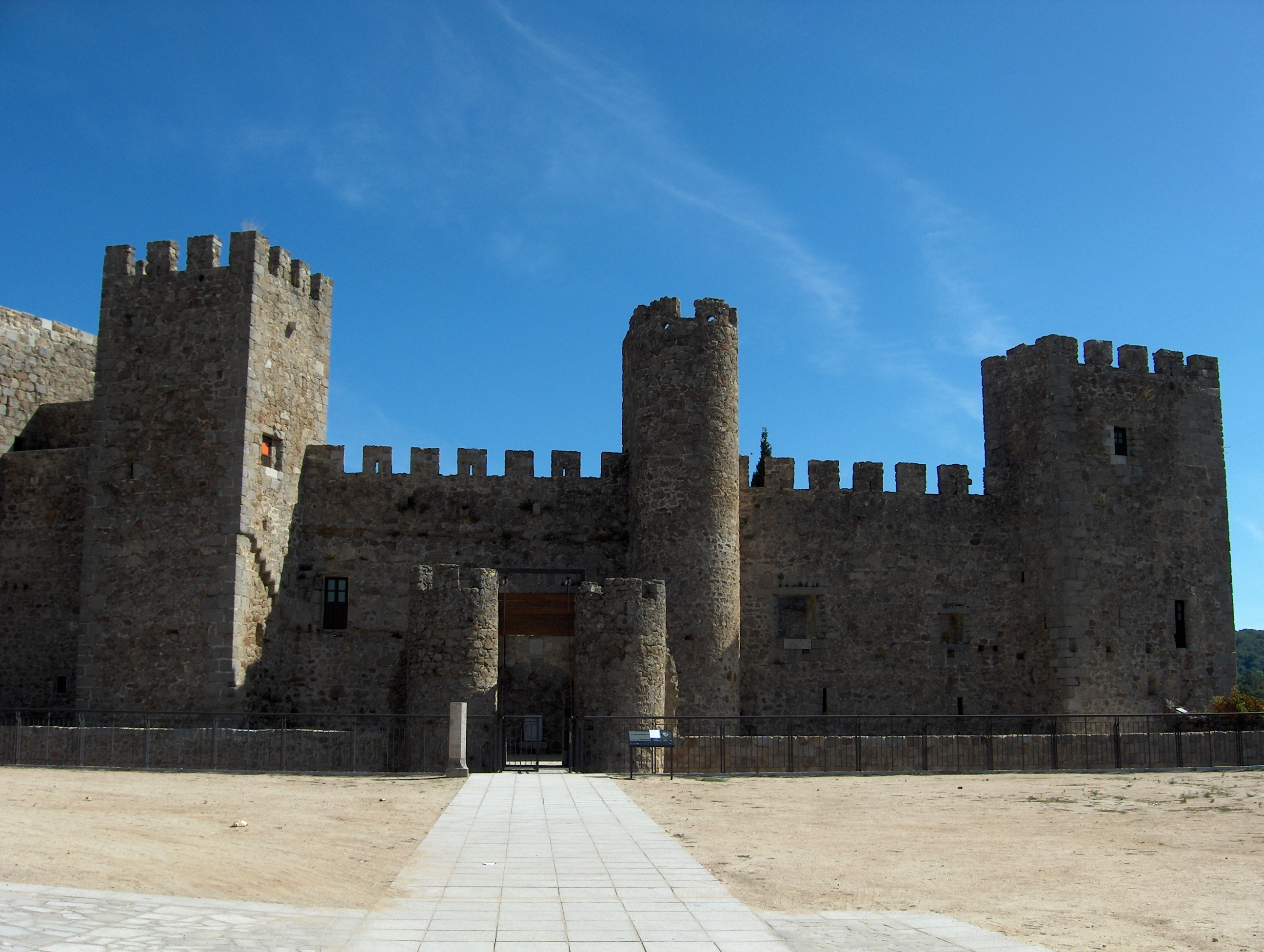
Замок Сан-Вісенте
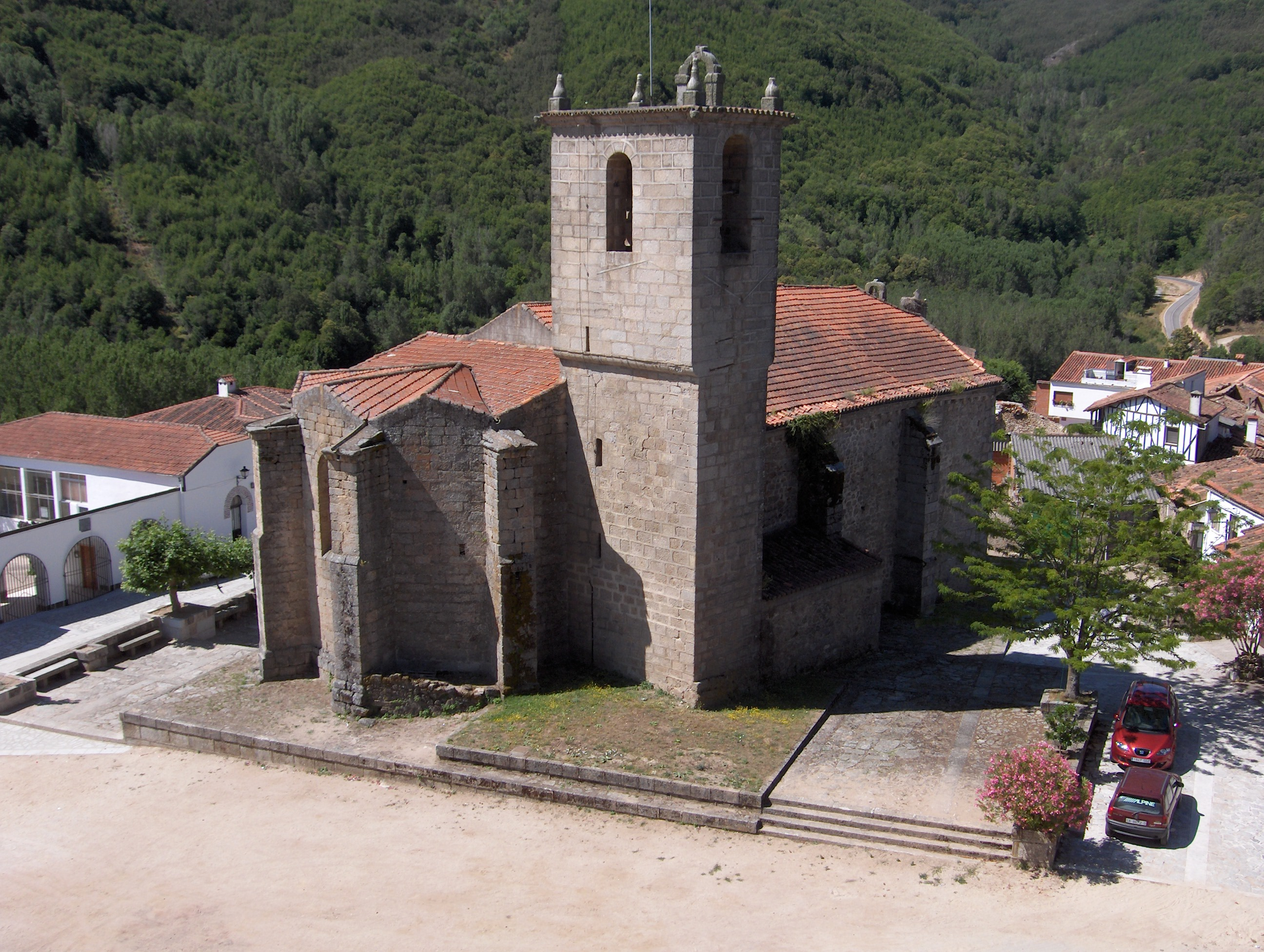
Церква Ла-Асунсьйон

## Зовнішні посилання
- Провінційна рада Саламанки: індекс муніципалітетів [Архівовано 23 квітня 2009 у Wayback Machine.]
- Монтемайор-дель-Ріо [Архівовано 28 липня 2011 у Wayback Machine.]
- Посилання на Google Maps